# 49 km (obwód czerniowiecki)
49 km (ukr. 49 км) – przystanek kolejowy w miejscowości Dumeny, w rejonie czerniowieckim, w obwodzie czerniowieckim, na Ukrainie. Położony jest na linii Czerniowce – Ocnița.